# 百加得冰锐
百加得冰锐（Bacardi Breezer），一般简称为冰锐（Breezer），是一种果汁酒精饮料。在中国它的酒精含量为4.8%。冰锐有众多口味，例如苹果、桃、芒果、葡萄、橘子等。

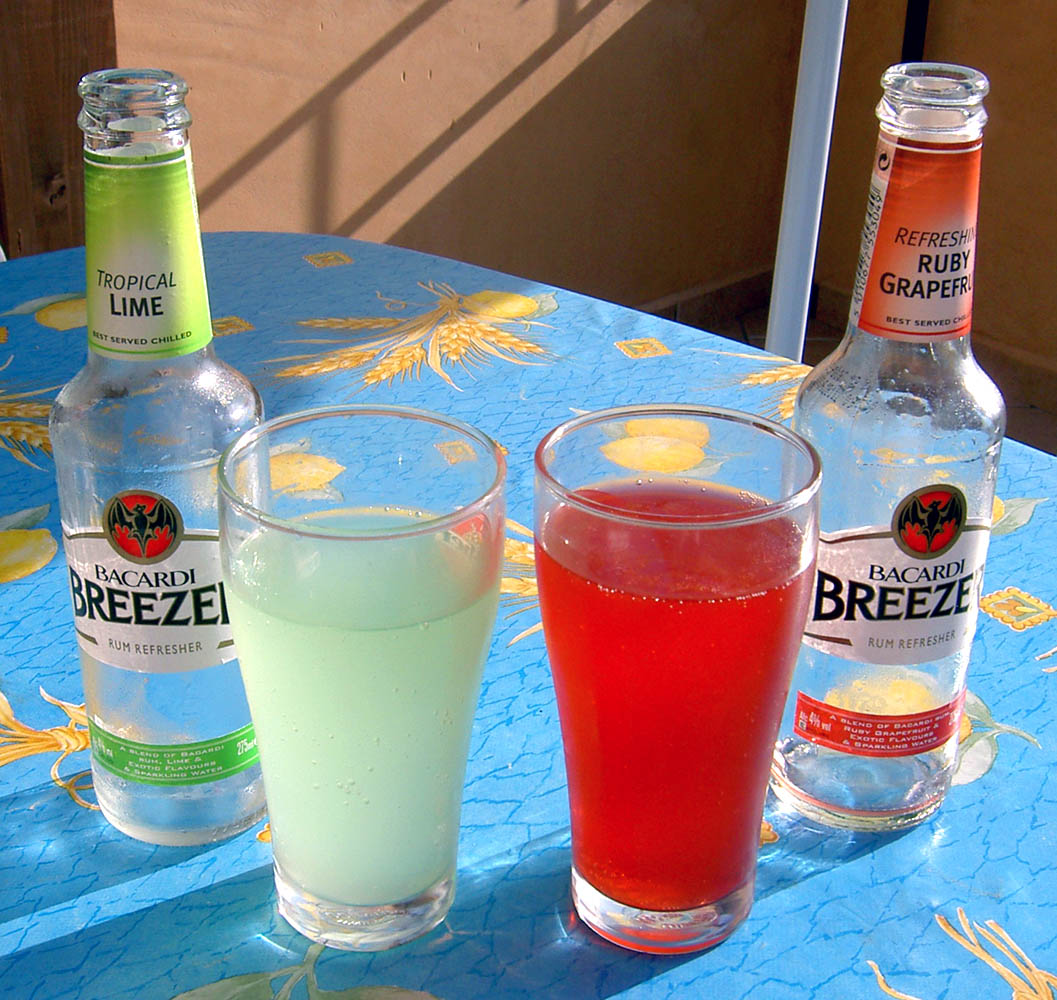
两种口味的冰锐
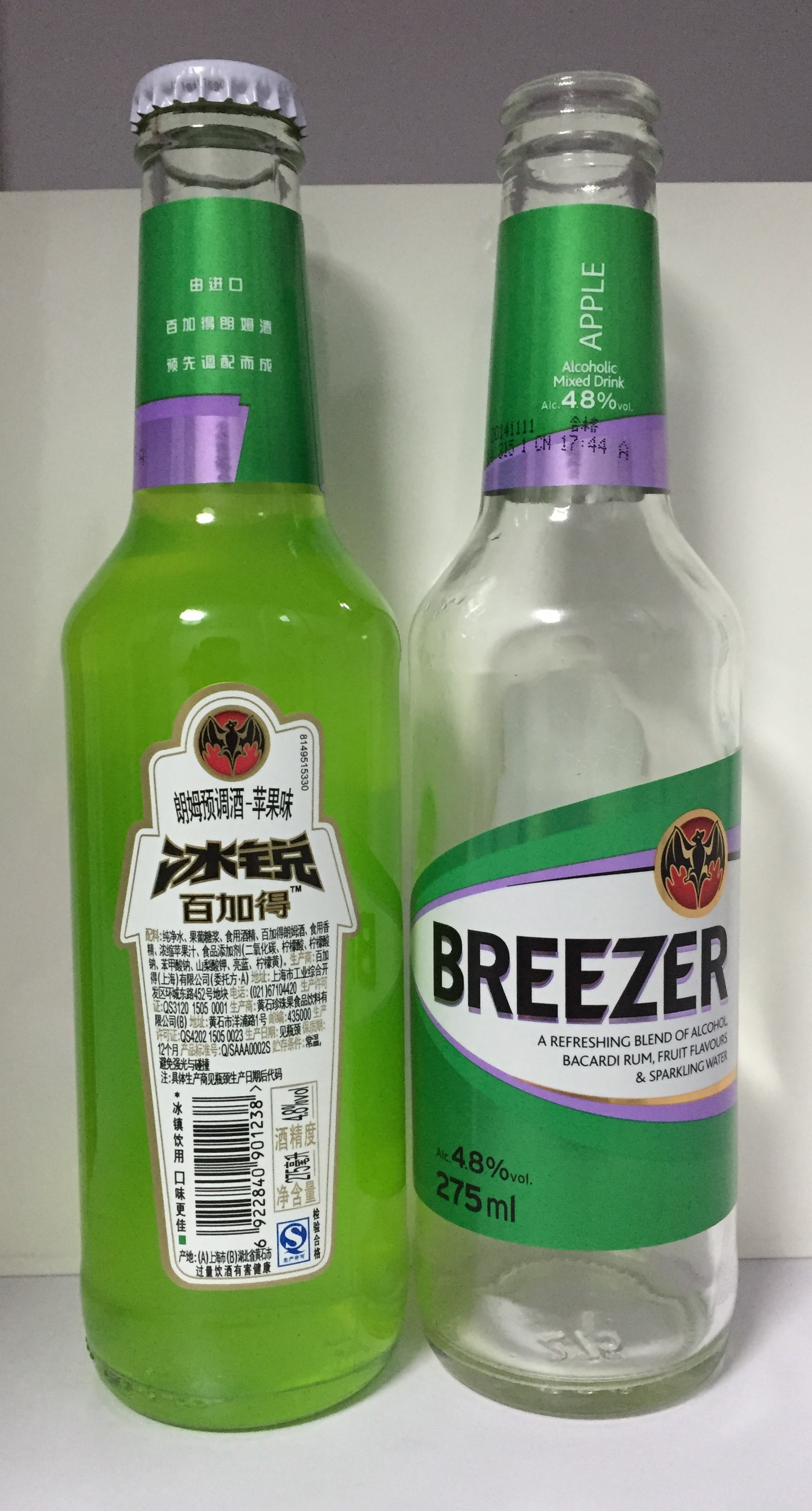
在中国销售的冰锐